# Đại học Neisse
Đại học Neisse là một mạng lưới học thuật kéo dài ba năm được tổ chức bởi các đối tác hợp tác Đại học Khoa học Ứng dụng Zittau / Görlitz, Đại học Kỹ thuật Liberec và Đại học Công nghệ Warsaw. Những nơi nghiên cứu nằm trong tam giác biên giới của Cộng hòa Séc, Ba Lan và Đức, khoảng cách nhau 100 km.

## Lịch sử
Đại học Neisse được thành lập năm 2001, tiếp nhận sinh viên lấy bằng "Quản lý thông tin và truyền thông", hiện là khóa học duy nhất được cung cấp. Chủ tịch đầu tiên của nó là GS. Tiến sĩ Phil. Peter Schmidt.
Năm 2004, nó đã được ACQUIN công nhận.
Giáo sư Klaus ten Hagen được bầu làm chủ tịch mới năm 2004.
Kể từ năm 2007, trường cũng có thể đào tạo các sinh viên đến từ ba quốc gia khác tham gia dự án. Điều này đặc biệt đúng với khóa học thạc sĩ mới tập trung vào một nhóm sinh viên đa dạng quốc tế.

## Hồ sơ của trường đại học
Đại học Neisse có một hồ sơ đặc biệt với những đặc điểm sau đây:
- bài giảng và hội thảo được tổ chức độc quyền bằng tiếng Anh
- nơi học tập thay đổi từ Liberec trong lần đầu tiên, Jelenia Gora trong lần thứ hai đến Görlitz vào năm thứ ba
- sinh viên quốc tế

## Các khóa học
- Kinh tế và Khoa học Máy tính
  - Cử nhân Quản lý thông tin và truyền thông

## Khoa
Do nơi học tập thay đổi, các khóa học được mở ra tại Đại học Neisse thuộc về các khoa khác nhau của các viện đối tác.
- Bsc Quản lý thông tin và truyền thông 
  - Khoa Kinh tế tại Đại học Kỹ thuật Liberec
  - Khoa Khoa học Máy tính tại Đại học Công nghệ Warsaw
  - Khoa Khoa học Máy tính tại Đại học Khoa học Ứng dụng Zittau / Görlitz